# یواس‌اس اورت (پی‌اف-۸)
یواس‌اس اورت (پی‌اف-۸) (به انگلیسی: USS Everett (PF-8)) یک کشتی بود. این کشتی در سال ۱۹۴۳ ساخته شد.